# Astronautgrupp 5

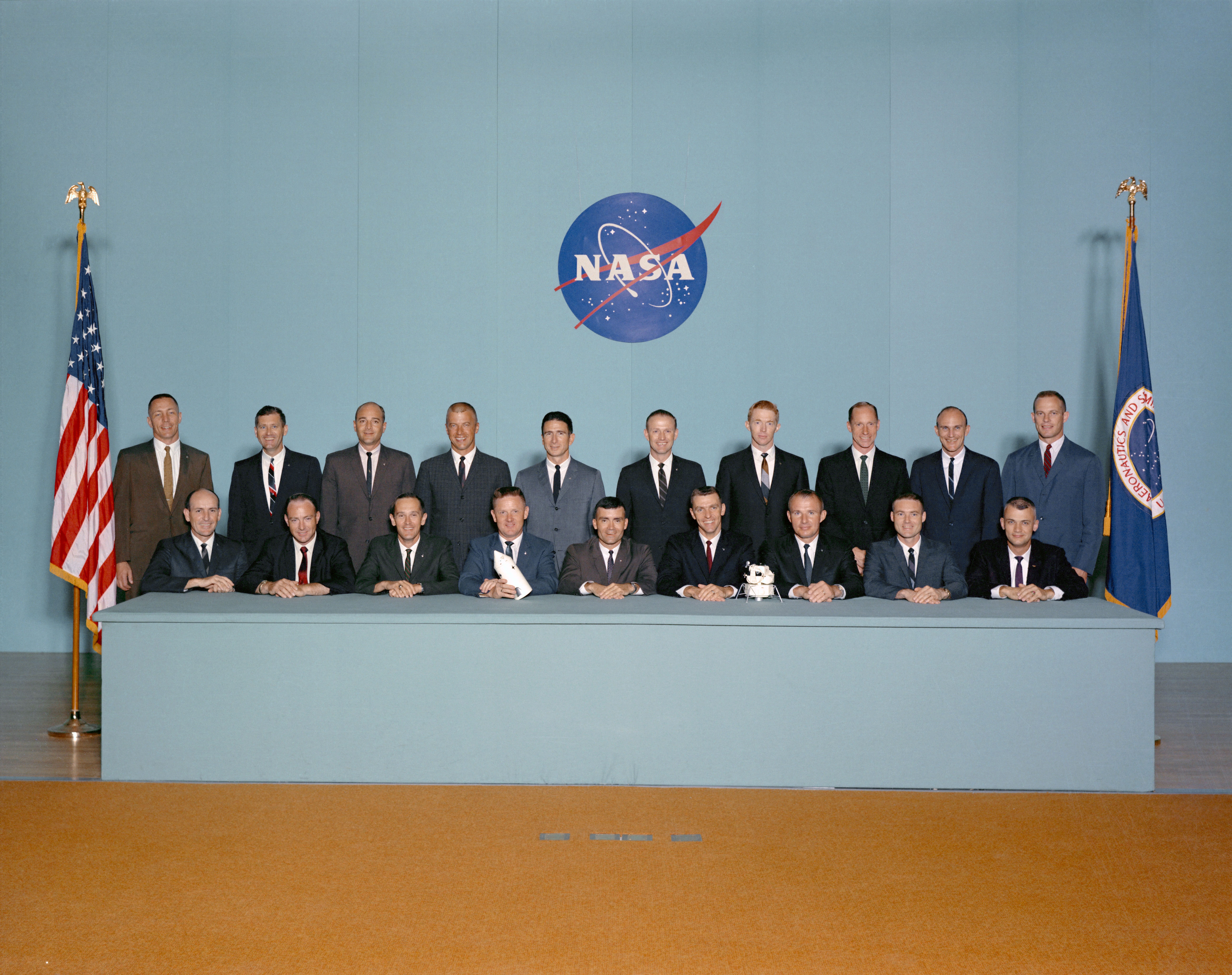
Astronautgrupp 5
Stående från vänster: Swigert, Pogue, Evans, Weitz, Irwin, Carr, Roosa, Worden, Mattingly, Lousma.
Sittande från vänster: Givens, Mitchell, Duke, Lind, Haise, Engle, Brand, Bull, McCandless

Astronautgrupp 5 var en astronautgrupp som togs ut av NASA till utbildning den 4 april 1966. Den här gruppen skulle förstärka gruppen med de tidigare uttagna astronauterna inom Apolloprogrammet som då hade planerats till 10 månlandningar och 20 Skylabfärder. Gruppen kallades De ursprungliga nitton.

## Rymdfararna
| Namn                | Flygning                                            | Notering                                |
| ------------------- | --------------------------------------------------- | --------------------------------------- |
| Vance D. Brand      | Apollo-Sojuz-testprojektet, STS-5, STS-41-B, STS-35 |                                         |
| John S. Bull        |                                                     | inga rymdfärder                         |
| Gerald P. Carr      | Skylab 4                                            |                                         |
| Charles Duke        | Apollo 16                                           |                                         |
| Joe Engle           | STS-2, STS-51-I                                     |                                         |
| Ronald E. Evans     | Apollo 17                                           |                                         |
| Edward G. Givens    |                                                     | Omkom i en bilolycka                    |
| Fred W. Haise       | Apollo 13                                           |                                         |
| James B. Irwin      | Apollo 15                                           |                                         |
| Don Lind            | STS-51-B                                            |                                         |
| Jack R. Lousma      | Skylab 3, STS-3                                     |                                         |
| Thomas K. Mattingly | Apollo 16, STS-4, STS-51-C                          |                                         |
| Bruce McCandless    | STS-41-B, STS-31                                    | Första rymdpromenad utan säkerhetslina. |
| Edgar Mitchell      | Apollo 14                                           |                                         |
| William Pogue       | Skylab 4                                            |                                         |
| Stuart Roosa        | Apollo 14                                           |                                         |
| Jack Swigert        | Apollo 13                                           |                                         |
| Paul J. Weitz       | Skylab 2, STS-6                                     |                                         |
| Alfred Worden       | Apollo 15                                           |                                         |